# Pandemia de COVID-19 en Iowa
Los primeros casos de la pandemia de enfermedad por coronavirus en Iowa, estado de los Estados Unidos, inició el 8 de marzo de 2020. Hay casos 15.082 casos confirmados, 7.816 recuperados y 364 fallecidos.

## Cronología

### Marzo
8 de marzo: se anunciaron los primeros casos confirmados de COVID-19 en Iowa: tres personas que habían viajado en un crucero en Egipto antes de regresar a su hogar en el condado de Johnson el 3 de marzo.
9 de marzo: la gobernadora Kim Reynolds firmó una Proclamación de Emergencia por Desastre.
15 de marzo: la gobernadora Reynolds recomendó cerrar las escuelas durante cuatro semanas. El estado trabajó en el desarrollo de legislación para proporcionar cuidado infantil durante la emergencia, incluyendo alimentos para estudiantes de bajos ingresos. El número total de infecciones confirmadas por coronavirus en el estado aumentó a 22.
24 de marzo: Se registró la primera muerte por COVID-19 en el condado de Dubuque, las autoridades no brindaron mayor información.

### Abril
1 de abril: el número de casos llegó a 549 y el número de muertes llegó a 9.
2 de abril: la gobernadora Reynolds ordenó que las escuelas permanezcan cerradas hasta fines de abril.
17 de abril: La gobernadora Kim Reynolds anunció que las escuelas de Iowa permanecerán cerradas por el resto del año escolar.
20 de abril: a partir del 20 de abril, hubo 22,661 resultados negativos de la prueba COVID-19 reportados por el Laboratorio de Higiene del Estado y otros laboratorios, y un total de 3,159 casos positivos, con 79 muertes atribuidas a COVID-19.
27 de abril: el gobernador Reynolds anunció que 77 condados eliminarán algunas restricciones comerciales el 1 de mayo, mientras que los condados de Polk, Dallas, Black Hawk, Linn, Louisa, Tama, Johnson, Bremer, Benton, Allamakee, Dubuque, Fayette, Marshall, Jasper, Iowa, Poweshiek, Scott, Washington, Muscatine, Henry, Des Moines y Woodbury mantendrán restricciones comerciales completas hasta el 15 de mayo porque se vieron muy afectados por las infecciones.

### Mayo
6 de mayo: Reynolds se reunió con el presidente Donald Trump en la Casa Blanca para analizar el brote de la COVID-19 y su respuesta. La compañía estatal de carnes Hy-Vee comenzó a limitar las compras de sus productos a cuatro paquetes a nivel de todo Iowa.
7 de mayo: Hasta el 7 de mayo, hubo un total de 11,059 casos positivos, con 231 muertes atribuidas a COVID-19.
13 de mayo: La gobernadora Kim Reynolds anunció que la reapertura de restaurantes, bibliotecas y gimnasios se extenderá a todo el estado, y también incluirá barberías, salones de tatuajes, masajistas y salones de belleza, a partir del 15 de mayo.
14 de mayo: al 14 de mayo, había un total de 13,675 casos positivos, con 318 muertes atribuidas a COVID-19.
28 de mayo: Al 28 de mayo, hubo un total de 18,502 casos positivos, con 500 muertes atribuidas a COVID-19.

## Respuesta gubernamental
El 3 de abril de 2020, la gobernadora Reynolds defendió la respuesta de su gobierno, argumentando que las medidas tomadas, incluido el cierre de escuelas y algunos negocios, eran equivalentes a una directiva obligatoria de refugio en el lugar o quedarse en casa.